# Gospa od Guadalupe
Naša Gospa od Guadalupe (šp. Nuestra Señora de Guadalupe) naziv je Djevice Marije kao dio marijanske pobožnosti podrijetlom iz Meksika. Od milja se naziva i Virgen Morena (Tamnoputa Djevica), dok Guadalupe - Cuatlaxupeh na jeziku Nahuatl znači: «Ona koja satire glavu zmiji». Blagdan Gospe od Guadalupe po katoličkom kalendaru slavi se 12. prosinca.

## Povijest ukazanja
Pobožnost potječe od ukazanja Djevice Marije domorodcu Ivanu Diegu - Cuauhtlatoatzinu (Orao koji govori) na brdu Tepeyacu sjeverno od Mexico Cityja od 9. do 12. prosinca 1531. godine. Obratila mu se četiri puta na njegovom asteškom jeziku nahuatlu i tražila da se na tom mjestu sagradi i posveti crkva u njezinu čast. 
U izvoru Nican mopohua zapisano je da je Gospa Juanu Diegu rekla i sljedeće: „Znaj, najmanji moj sine, da sam ja vazda djevica, presveta Marija, majka najistinitijeg i jedinoga Boga, po kojemu sve opstoji, koji je stvoritelj života i ljudi, gospodar neba i zemlje. Žarko želim da se na ovom mjestu sagradi moj mali sveti dom, crkva u kojoj ću puku iz ljubavi na vidljiv način iskazati milosrđe, pomoć i zaštitu. Jer ja sam zbilja vaša milostiva mati: tvoja, svih onih koji zajedno nastavaju ovu zemlju i svih onih koji me ljube, zazivaju, obraćaju i potpuno se u mene pouzdavaju. Ovdje ću slušati vaš plač i jadikovke. Bit ćete mi u srcu i brinut ću se da vam pomognem u svim vašim brojnim brigama, patnjama i bolestima.”
Ivan Diego je to obznanio prvomu meksičkom biskupu, franjevcu Juan de Zumarragi, koji je pri tom susretu bio nepovjerljiv. Vidiocu se nakon povratka kući, istog dana i na istom mjestu, drugi put ukazala Gospa, koja mu je zapovijedila da sutradan ponovno zamoli biskupa. Sutradan, u nedjelju 10. prosinca 1531. Ivan Diego biskupu ponovno prenosi Gospinu želju koji tada traži neki dokaz da se uvjeri u vjerodostojnost ukazanja. Ivan Diego na povratku kući ponovno ugleda Gospu, koja mu obećaje dati biskupu znak koji traži. Zbog stričeve bolesti u ponedjeljak, 11. prosinca 1531., ostaje kod kuće.
Sutradan, u utorak, 12. prosinca 1531., žurno odlazi potražiti ispovjednika za umirućeg strica, a na putu mu se ponovno ukazuje Gospa. Uvjerava ga da mu stric tom prigodom neće umrijeti i šalje ga na prvobitno mjesto ukazanja gdje će ga čekati znak koji biskup očekuje. Na ogoljenom polupustinjskom brdašcu, u zimsko doba, ugledao je kastiljanske ruže koje su biskupu i svim Španjolcima trebale poslužiti kao razvidan dokaz za istinitost čuda. Ivan Diego ih bere i stavlja u tilmu (na Nahuatlu naziv za asteški izvanjski ogrtač, vrstu deke ili ponča, koriste ga siromašni Indijanci, veže se na ramenu) i iznova odlazi biskupu. Kada je pred biskupom otvorio svoju tilmu na ogrtaču su ugledali Gospinu sliku.
Ivan Diego je nakon povratka kući našao potpuno zdrava strica Juan Bernardina, koji mu je potvrdio da se i njemu ukazala Gospa, da ga je ona ozdravila i da je njezin naziv, kojim će biti čašćena na slici, prema njezinim riječima, Vazda Djevica sveta Marija Guadalupska. 

## Štovanje
Nakon ukazanja, milijuni Meksikanaca postali su katolici. Svetište je jedno od najposjećenijih katoličkih svetišta na svijetu. Priznato je od Katoličke Crkve. Papa Ivan Pavao II. proglasio je Ivana Diega svetim 2002. u bazilici Gospe od Guadalupe

### Naslovi
Zaštitnica je Mexico Cityja (proglašena 1737.), Ponce na Puerto Ricu (1757.), Nove Španjolske (1746.) (Vatikan potvrđuje taj naslov 1754. preko pape Benedikta XIV), Meksika (1895.), Latinske Amerike (papa Pio X.), peruanskih studenata (papa Pio XII. 1951.), Kraljica Meksika i Carica obiju Amerika (papa Ivan Pavao II. 2000.)

### Pobožnosti
Za djecu, trudnice, majke i nerođenu djecu često se moli Devetnica Gospi od Guadalupe i Mala krunica života na čast Gospe Guadalupske.

#### 46 krunica
Pobožnost 46 krunica na čast Gospe od Guadalupe obično se moli od 28. listopada do 12. prosinca, uoči svetkovine Gospe Guadalupske, a broj 46 odnosi se na duhovnu obnovu, uskrsnuće, novi život (prema Iv 2, 19-20) te se svaki dan 46-dnevne molitve razmatra jedna »zvijezda« tj. vrlina Djevice Marije. Pobožnost se može moliti osobno ili zajednički, bilo kojih 46 dana u godini.

#### Plašt
Plašt Majke Božje Guadalupske je pobožnost koju je pokrenuo Apostolat Svete krunice i plašta Presvete Djevice iz Guadalupe, tj. laikinja Naty de Anda, 2010. godine, a cilj joj je okupljanje vjernika u molitvi krunice u obiteljima i zajednicama. Nadbiskup guadalajarski, kardinal Juan Sandoval Iniguez, odobrio je djelovanje apostolata 23. svibnja 2011. godine. Najčešće nakane su za mir u domovini i svijetu, za obitelji i zaštitu nerođenih, za svećenike, redovnike i cijelu Crkvu, za one koji su se udaljili od Crkve, utamničenike i emigrante, za obraćenje zločinaca te za bolesnike i trpeće. Molitveni susreti u crkvama, dvoranama, domovima ili bolnicama čine molitva krunice pred slikom Presvete Djevice iz Guadalupe uz prekrivanje plaštem bolesnika, nemoćnika, starijih, roditelja i djece. Kao priprava za polaganje Marijina plašta često se moli petodnevna pobožnost Majci Božjoj iz Guadalupe, s riječima pape Pija XII..

## Slika
Gospa Guadalupska po izgledu je Bogorodica iz Otkrivenja koju sv. Ivan opisuje kao ženu obasjanu suncem, trudnu i s mjesecom pod nogama (Otk 12,1). 
- Zrake: Djevica je okružena zlatnim zrakama koje oblikuju auru. Poruka je: ona je Majka svjetlosti, djeteta Sunca i pravoga Boga.
- Kosa: Kosa joj je spuštena, što je među Aztecima znak djevičanstva. To je Djevica i Majka.
- Trudnoća: Trudnoća je prikazana povećanim abdomenom, u kojoj se više ističe duljina nego širina, što odgovara trudnoći u posljednjoj fazi.
- Lice: Lice je tamnoputo, ovalno i u položaju duboke molitve. Nježno je, svježe, odražava ljubav, nježnost i veliku snagu. Ima lik mestike, a to znači da je španjolske i indijanske krvi, lice nove rase i naroda koji je nastao tek nakon njezina ukazanja kad su se u kratko vrijeme pokrstili milijuni indiosa i kroz desetljeća i stoljeća kasnije miješali sa Španjolcima. Tamnoputa Djevica je tako postala simbol latinoameričkog identiteta.
- Ruke: Ruke su sklopljene što je znak duboke molitve. Desna je bjelja i elegantnija, lijeva je tamna i punija, što bi moglo simbolizirati jedinstvo dvaju različitih rasa.
- Plašt: Ukrašen zvijezdama za koje je dr. Juan Homero Hernández Illescas utvrdio da prikazuju stanje glavnih konstelacija zvijezda za zimskog solsticija 1531. godine koji se poklopio s danom prvog Gospinog ukazanja Ivanu Diegu. Utvrđeno je i da su prikazi zvijezda istovjetni s onima kakvi su se te godine u to doba mogli vidjeti iz doline Anahuaca. Na slici su prikazane i neke zvijezde koje nisu bile poznate u doba ukazanja. Za tadašnje mezoameričke civilizacije zimski je solsticij označavao Sunce na umoru koje obnavlja snagu, rođenje novog Sunca te povratak života.
- Vrpca: Tamnoljubičasta vrpca, stisnuta poviše struka, kod Asteka je bila znak materinstva.
- Mjesec: Djevica od Guadalupea stoji posred mjeseca. Riječ Meksiko (Metz – xic – co) na nahuatlu znači - U središtu mjeseca.  Također je simbol plodnosti, rađanja, života. Označava cikluse ženske plodnosti. Tamni polumjesec je i jedna od brojnih manifestacija Quetzalcoatla, božanstva kojemu su Asteci u vremenu prije Cortesa prinosili ogavne žrtve među kojima je i vađenje srca živim ljudskim žrtvama.
- Anđeo u podnožju slike djeluje kao da je upravo poletio. Krila su mu kao orlova, asimetrična, boja sličnih meksičkoj ptici  tzinitzcan koja se oglasila uoči prvog ukazanja Gospe Ivanu Diegu. Lijevom rukom drži Djevičinu tuniku a desnom plašt koji je tirkizno plave boje, boje asteških kraljeva.
- Starost: Prikazuje je u mladoj dobi, oko 18 do 20 godina.
- Visina: Visina Djevice je 143 cm.

### Neobjašnjive činjenice
Tilma Ivana Diega na kojoj je čudesno nastao otisak slike Gospe, izrađena je od slabo kvalitetne tkanine izrađene od vlakana agave. Takvo platno je posve neprikladno kao podloga za slikanje i u prirodnim uvjetima propada nakon 20-30 godina. Prvih 116 godina bila je bez zaštite izložena rukama hodočasnika, svjetlu i dimu voštanica. Godine 1791. jedan je radnik nehotice, čisteći okvir, po slici prolio dušikovu kiselinu. Unatoč svemu tome, nakon gotovo pet stoljeća postojanja još uvijek djeluje netaknuta, dok znanost ne može objasniti zašto se materijal ne raspada.
Slika je po prvi puta stručno istraživana od sedam uglednih slikara godine 1751., a o tomu je Miguel Cabrera, znameniti meksički umjetnik kolonijalnog doba, objavio 1756. god. knjigu Maravilla americana (Američko čudo). Cabrera je zaključio da je slika naslikana na čudesan način i da je njezino podrijetlo nadnaravno. Sliku na platnu takvog sastava prije 18. stoljeća nije se moglo izraditi. 
Godine 1921., anarhistički aktivist sakrio je visoko razornu bombu u cvjetnom aranžmanu, i stavio je u podnožje tilme koja je bila pod zvonom od običnoga stakla. Snaga eksplozije je bila tolika da je savila veliko metalno Raspelo, razorila sve okolo, osim tilme koja je ostala netaknuta.
Godine 1936., ravnatelj kemijskog odjela Kaiser-Wilhelm Instituta u Heidelbergu, dr. Richard Kuhn, dobitnik Nobelove nagrade za kemiju 1938., proučavao je dva vlakna, crveno i žuto, iz komadića Diegove tilme, vjerojatno odrezanih 1777. kako bi se stari ogrtač prilagodio okviru, a potom sačuvani kao relikvije. Učinke ispitivanja, izvršenih tada najsofisticiranijim načinima, dr. Kuhn zaključuje riječima: "U dva vlakna, jednom crvenom i jednom žutom, ne postoje boje biljnog, životinjskog ili mineralnog porijekla." Analiza dr. Kuhna dokazala je da slika s tilme nije učinjena konvencionalnim postupcima slikarstva.
1979. američki znanstvenici, suradnici NASA-e, dr. Philip Serna Callahan, profesor biofizičar Sveučilišta u Kanzasu i i profesor Jody Brant Smith, "Master of Arts" Sveučilišta u Miamiju te profesor filozofije znanosti na Sveučilištu u Pensacoli ispitivali su sliku infracrvenim zrakama i utvrdili da nema tragova nanošenja boje i da tkanina nije obrađivana nikakvom tehnikom. U svojoj knjizi "The Tilma Under Infrared Radiation" (Washington: CARA, 1981.) dr. Philip Serna Callahan izlaže znanstveno izvješće o autentičnosti Slika Guadalupe. Callahan zaključuje kako je izvorni lik na tilmi Ivana Diega neobjašnjivog podrijetla. 
S udaljenosti od 8-10 cm od slike, okom se mogu vidjeti samo vlakna građe maguey kaktusa: boje iščezavaju. NASA-ini znanstvenici potvrđuju da građa boje ne pripada niti jednom poznatom elementu na zemlji.
Prilikom ispitivanja materijala pod laserskim zrakama, pokazalo se da nije bilo nikakve boje na prednjem ili stražnjem djelu tkanine, i da boje lebde na udaljenosti od 0.25 mm iznad tkanine, bez da je dodiruju.
Temperatura tilme održava stalnu razinu od 37 ° C, istu kao u živom ljudskom tijelu.
Sliku se ne može vjerno reproducirati.
Treba spomenuti i podudarnost kako se je 12. prosinca 1531. Halleyjev komet približio svom zenitu.

### Oči
Alfonso Marcué, službeni fotograf bazilike u Guadalupeu u Ciudad de Mexico, otkrio je 1929. nešto što je nalikovalo na sliku bradatog čovjeka reflektiranu u Djevičinom desnom oku.
1956. meksički liječnik Javier Torroella Bueno učinio je prvu oftalmološku studiju na Marijinim očima na slici koja je otkrila da se prilikom izlaganja oka svjetlosti, zjenica skuplja, a kada se svjetlost povuče, ona se vrati u prvobitno stanje, upravo na način kako se događa sa živim okom. Otkrio je i da Marijine oči imaju tri refraktivne (lomne) karakteristike ljudskog oka, poznate i kao efekt Purkinje-Samson. 
1979. dr. José Aste Tönsmann, stručnjak računalnih sustava, započeo je s istraživanjem slike procesom digitalizacije fotografije. Proučavao ju je više od dvadeset godina. Uvećavši sliku zjenice u Marijinim je očima otkrio dva različita odraza s ukupno trinaest ljudskih figura. U prvom je prikaz trenutka gdje sv. Ivan Diego pokazuje unutrašnjost tilme biskupu i ostalim četvero prisutnih. Drugi odraz prikazuje sedam članova indijanske obitelji. Iste scene ponavljaju se u oba oka. Veličina scena u prirodnoj veličini je jedna četvrtina milimetra. Do danas nijedan umjetnik nikakvom klasičnom slikarskom tehnikom ne bi bio u stanju učiniti nešto slično.

## Unutarnje poveznice
- Djevica Marija
- Dodatak:Popis marijanskih svetišta u svijetu
- Dodatak:Popis marijanskih svetišta u Hrvatskoj
- Srce Marijino
- Bogorodica
- Bezgrešno začeće Blažene Djevice Marije
- Gospa Fatimska
- Čudotvorna medaljica
- Vojska Bezgrešne
- Marija Triput Divna
- Presveto Ime Marijino
- Gospa Coromotska
- Gospa Kineska

## Vanjske poveznice
Mrežna mjesta
- Otkrića o slici Gospe od Guadalupe  Arhivirana inačica izvorne stranice od 4. veljače 2012. (Wayback Machine)